# Sardellen
Die Sardellen (Engraulidae) (von italienisch sardella; auf lateinisch sarda ‚Hering‘) sind eine Familie der Heringsartigen. Die kleinen Fische leben als planktonfressende Schwarmfische in den Ozeanen gemäßigter und tropischer Breiten. Die meisten Arten kommen vor allem in der Nähe der Küsten vor, einige auch im Süßwasser, die meisten davon in Südamerika.

## Merkmale
Sardellen werden je nach Art 2 bis 41 cm lang (als größte Art der Familie gilt Thryssa scratchleyi). Die meisten bleiben unter 20 cm. Ihr Körper ist meist spindelförmig mit ovalem Querschnitt, oft durchscheinend oder an den Flanken silbrig mit braunem oder blaugrünem Rücken. Als Planktonfresser haben sie einen gut entwickelten Kiemenreusenapparat. Einige größere Arten sind piscivor; die Bezahnung kann dabei kräftig sein, oder aber auch vollständig fehlen. Die Schwanzflosse ist meist gegabelt. Ein Seitenlinienorgan ist nicht vorhanden.

## Systematik

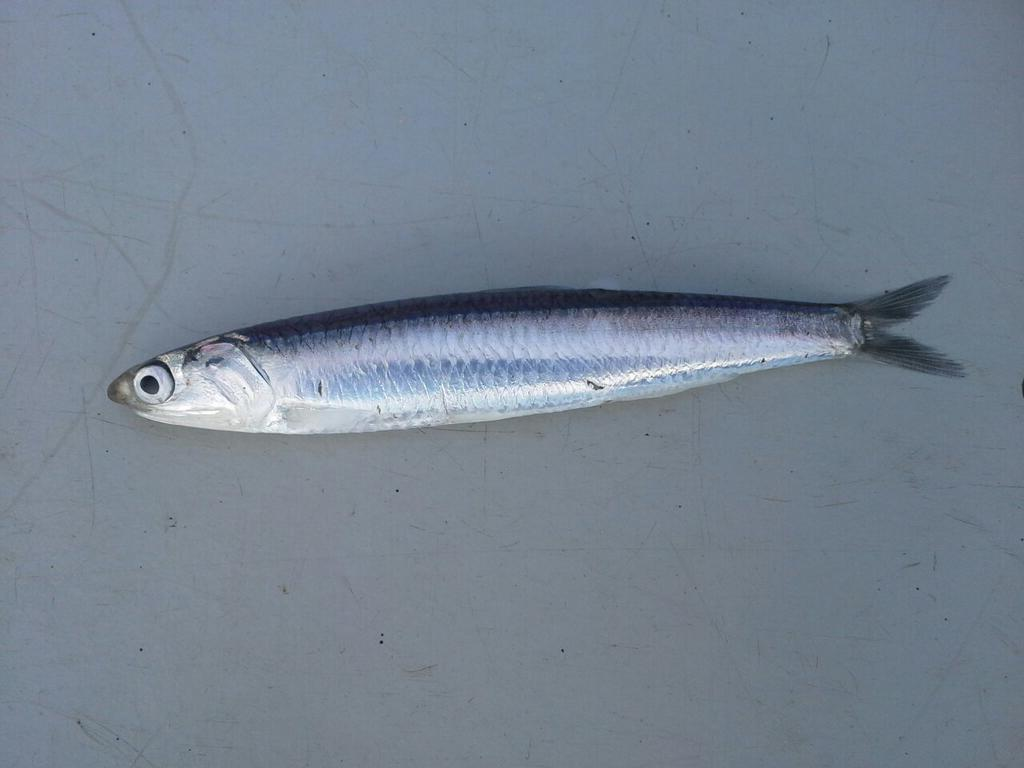
Europäische Sardelle

Es gibt 2 Unterfamilien, 17 Gattungen und etwa 140 Arten:
- Unterfamilie Coiliinae
- Unterfamilie Engraulinae

## Verwendung

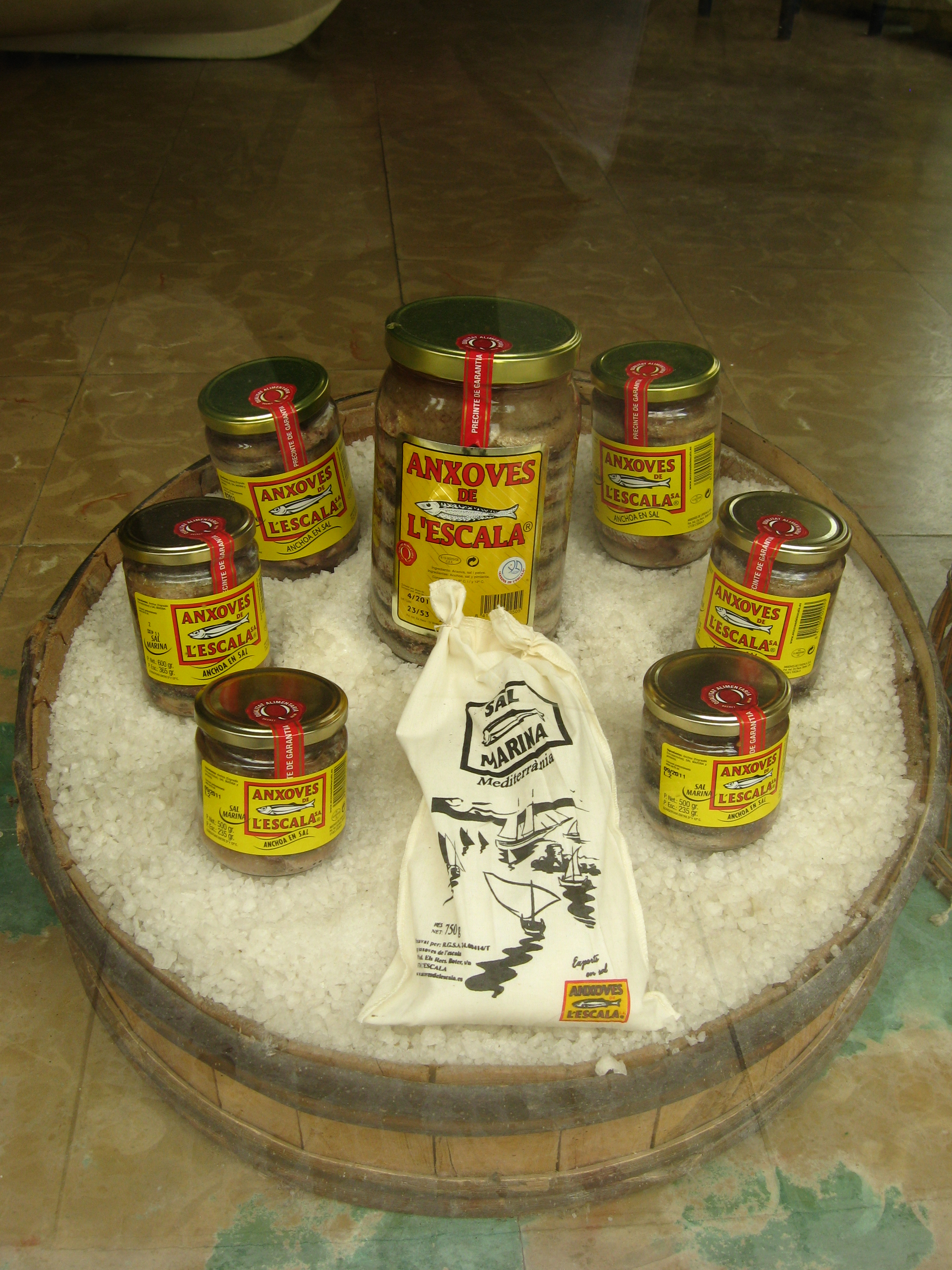
Anxoves (Anchovis) aus L’Escala

Wirtschaftlich bedeutend sind die Europäische Sardelle (Engraulis encrasicolus) und die Südamerikanische Sardelle (Engraulis ringens), beide aus der Unterfamilie Engraulinae.
Während die Europäische Sardelle ein wichtiger Speisefisch ist und oft eingesalzen als Anchovis angeboten wird, wird die Südamerikanische Sardelle oder Anchoveta vorwiegend zu Fischmehl und Fischöl verarbeitet. Mit Pellets aus dem Fischmehl werden z. B. Schweine in Farmen und Lachse der Lachsfarmen gefüttert.
Frische Sardellen, in Italien als Alici bekannt, haben einen deutlich milderen Geschmack. Als Besonderheit gelten dazu die seltenen Alici (Sardellen – im lokalen Dialekt: „Sardoni barcolani“) aus dem Golf von Triest bei Barcola, die nur in Sirocco gefangen werden. Wegen ihres weißen Fleisches und ihres besonderen Geschmacks erzielen sie hohe Preise für die Fischer.